# Ann-Margarethe Livh
Ann-Margarethe Christina Livh, född 13 december 1948 i Skoghalls kyrkobokföringsdistrikt i Värmlands län, är en svensk vänsterpartistisk politiker. Hon var bostads- och demokratiborgarråd Stockholms kommun åren 2014–2018 och före det oppositionsborgarråd under mandatperioderna 2006–2010 och 2010–2014. Hon var tidigare informationschef i Vänsterpartiet.

## Attentat i Somalia
Den 21 augusti 2013 skadades Livh av skott i bröstet i samband med ett besök i Somalia. Hon befann sig i landet på en resa inom ramen för Vänsterpartiets internationella arbete och skadades när bilen hon färdades i attackerades efter att hon hållit en föreläsning på universitetet i Mogadishu. I attacken dödades partikamraten Abdirahim Hassan samt en säkerhetsvakt.